# Noël-François De Wailly
Pour les articles homonymes, voir Wailly (homonymie).
Noël-François De Wailly est un grammairien et lexicographe français né à Amiens le 31 juillet 1724 et mort à Paris le 7 avril 1801.

## Biographie
Cousin de l'architecte Charles De Wailly (1730-1798), élève de l'abbé Joseph Valart et de Philippe de Prétot, il passa sa vie à Paris, où pendant de nombreuses années il dirigea une école destinée spécialement aux étrangers qui voulaient apprendre le français. Il publia les Principes généraux et particuliers de la langue française (Paris, 1754, in-12, souvent réimprimé), qui révolutionnèrent en France l'enseignement de la grammaire. Le livre fut adopté comme manuel par l'Université de Paris et communément employé dans toute la France, un abrégé étant réalisé pour l’enseignement primaire.
En 1771, il publia ses Moyens simples et raisonnés de diminuer les imperfections de notre orthographe, où il préconisait une orthographe phonétique.  Parmi ses ouvrages, outre ceux qui sont cités plus haut, on trouve la Lettre en réponse aux difficultés proposées contre la déclinabilité des principes français (1759), L'Orthographe des dames (1782) et le Nouveau Vocabulaire français, ou abrégé du dictionnaire de l'Académie (1801, 1804), des Remarques sur la Grammaire, publiées dans les Mémoires de l'Institut, un Dictionnaire portatif de la langue française, extrait du dictionnaire de Richelet ; des éditions de Quintilien, de Salluste. Il a revu la traduction des Commentaires de César par d'Ablancourt (1767), des Oraisons choisies de Cicéron, par Villefore (1772).
Il fut appelé à l'Institut de France lors de sa création en 1795. Il collabora activement au dictionnaire de l'Académie publié en 1798.
Il est le père du poète Étienne-Augustin De Wailly (1770-1821).

## Œuvres
- Principes généraux et particuliers de la langue française, Paris, 1754, in-12, nombreuses réimpressions (édition de 1770, édition de 1772, édition de 1775, édition de 1777, édition de 1780, édition de 1782, édition de 1783, édition de 1801, édition de 1802, édition de 1808, édition de 1819)
- Abrégé de la grammaire française, Paris, 1754, in-12
- De l'Orthographe ou Moyens simples et raisonnés de diminuer les imperfections de notre orthographe, Paris, 1771, in-12
- Dictionnaire portatif de la langue française, extrait de Richelet, Lyon, 1774, 2 vol. in-8
- L'Orthographe des dames, 1782
- Nouveau vocabulaire français ou Abrégé du dictionnaire de l'Académie, Paris, 1801, in-8, nombreuses réimpressions